# Prečín
Prečín és un poble i municipi d'Eslovàquia que es troba a la regió de Trenčín.

## Història
La primera menció escrita de la vila es remunta al 1385.

## Demografia
| Godina             | 1994 | 2004    | 2014   | 2024   |
| ------------------ | ---- | ------- | ------ | ------ |
| Nombre de persones | 1261 | 1393    | 1440   | 1561   |
| Diferència         |      | +10,46% | +3,37% | +8,40% |

| Godina             | 2023 | 2024   |
| ------------------ | ---- | ------ |
| Nombre de persones | 1555 | 1561   |
| Diferència         |      | +0,38% |